# Rhanidea unicolor
Rhanidea unicolor är en skalbaggsart som först beskrevs av Ziegler 1845.  Rhanidea unicolor ingår i släktet Rhanidea och familjen svampbaggar. Inga underarter finns listade i Catalogue of Life.